# Nana Dzagnidze
Nana Dzagnidze, gruz. ნანა ძაგნიძე (ur. 1 stycznia 1987 w Kutaisi) – gruzińska szachistka, arcymistrzyni od 2003, posiadaczka męskiego tytułu arcymistrza od 2008 roku.

## Kariera szachowa
Od roku 1995 corocznie brała udział w mistrzostwach świata i Europy juniorek, wielokrotnie zdobywając medale, w tym sześciokrotnie złote (1997 Tallinn – ME do lat 10, 1999 Litohoto – ME do lat 12, 1999 Oropesa del Mar – MŚ do lat 12, 2001 Oropesa del Mar - MŚ do lat 16, 2003 Chalkidiki – MŚ do lat 18, 2003 Nachiczewan – MŚ do lat 20).
Wielokrotnie reprezentowała Gruzję w turniejach drużynowych, m.in.:
- sześciokrotnie na olimpiadach szachowych (w latach 2004, 2006, 2008, 2010, 2012, 2014); czterokrotna medalistka: wspólnie z drużyną – złota (2008) i brązowa (2010) oraz indywidualnie – złota (2014 – na I szachownicy) i srebrna (2012 – na I szachownicy)[1],
- trzykrotnie na drużynowych mistrzostwach świata (w latach 2009, 2011, 2013); trzykrotna medalistka: wspólnie z drużyną – brązowa (2011) oraz indywidualnie – dwukrotnie brązowa (2009 – na II szachownicy, 2011 – na I szachownicy)[2],
- sześciokrotnie na drużynowych mistrzostwach Europy (w latach 2003, 2005, 2007, 2009, 2011, 2013); sześciokrotna medalistka: wspólnie z drużyną – dwukrotnie srebrna (2005, 2009) i brązowa (2011) oraz indywidualnie – złota (2007 – na IV szachownicy), srebrna (2013 – na I szachownicy) i brązowa (2011 – na I szachownicy)[3].

Trzykrotnie wystąpiła w mistrzostwach świata kobiet rozgrywanych systemem pucharowym. W Eliście (2004) awansowała do IV rundy (ćwierćfinałów), w której przegrała z Antoanetą Stefanową, w Jekaterynburgu (2006) uległa w II rundzie Ju Wenjun, natomiast w Antiochii (2010) w II rundzie została wyeliminowana przez Almirę Skripczenko.
W 2002 r. zwyciężyła w międzynarodowym turnieju juniorek w Moskwie. W następnym roku zdobyła w Tbilisi tytuł mistrzyni Gruzji. W 2004 r. zajęła V miejsce w rozegranych w Dreźnie mistrzostwach Europy kobiet oraz po raz drugi zwyciężyła (wraz z Lelą Dżawachiszwili) w mistrzostwach Gruzji. Triumfowała również w Pucharze Mai Cziburdanidze w Tbilisi. W 2006 zdobyła srebrny medal w mistrzostwach kraju. W 2007 i 2008 r. dwukrotnie zwyciężyła w klasyfikacji kobiet turnieju Acropolis w Atenach. W 2010 r. zajęła I m. w turnieju Women’s FIDE Grand Prix w Dżermuku, natomiast w 2012 r. zwyciężyła w turnieju ACP Women Cup w Tbilisi.
Najwyższy ranking w dotychczasowej karierze osiągnęła 1 października 2014 r., z wynikiem 2570 punktów zajmowała wówczas 5. miejsce na światowej liście FIDE, jednocześnie zajmując 1. miejsce wśród gruzińskich szachistek.